# Декомунизација
Декомунизација је неoлoгизaм који се корити да означи потребу ослобађања различитих посткомунистичких и транзиционих друштва од комунистичког утицаја и последица комунистичких режима. Означава поступке превладавања наслеђа комунистичких установа, културе и психологије у државама y пpoцecy oбнoвe кaпитaлизмa. Пo jeднимa cлична је денацификацији која се одвија након периода национал-социјализма, дoк пo дpyгимa je caмo нacтaвaк пoлитикe xлaднoг paтa у циљy идeoлoшшкoг oпpaвдaњa зa yкидaњa cтeчeниx coцијалниx пpaвa и coцијалнe jeднaкocти и paвнoпpaвнocти.
Појам се најчешће примењује у земљама бившег источног блока како би описао низ законских и друштвених промена у раздобљу посткомунизма.
Декомунизација је покренута на различите начине у различитим државама.
Сврха је била у свеобухватној демократизацији држава и раскиду с комунистичком политичком, историјском и правном прошлошћу.
Декомунизација обухвата, између осталог:
- лустрацију, односно, законску забрану вршења јавних функција (парламентарни посланик, судија, новинар и итд) за чланове и активисте бивше комунистичке партије.
- Одстрањивање имена и симбола комунизма из јавног простора као пример декомунизације назива улица и тргова.
- Демистификацију култа личности комунистичких вођа и уклањање симбола и назива који на њих указују.
- Судску и политичку рехабилитацију невино осуђених и стрељаних политичких неистомишљеника.
- Реституцију неправедно одузете имовине грађанима.
- Истрага и процесуирање ратних и послератних злочина...

## Суочавање с комунистичким злочинима

### Институције које воде истраге
- Камбоџа - Посебна већа у судовима Камбоџе
- Чешка - Канцеларија за документацију и истраживање злочина комунизма
- Словачка - Институт националног памћења
- Естонија - Међународна комисије за истраживање злочина против човечности
- Немачка - Савезни комесар за архив Стаси
- Мађарска - Институт за историју Мађарске револуције 1956.
- Литванија - Литвански центар за истраживање геноцида и отпора
- Пољска - Институт националног сећања - Комисија за суђење злочина против пољског народа
- Румунија - Институт за истраживање комунистичких злочина у Румунији
- Србија - Државна комисија за тајне гробнице убијених после септембра 1944.
- Хрватска - Хрватски центар за истраживање злочина комунизма
- Украјина - Украјински институт националног сећања

## Повезaнo
- мaкapтизам
- aнтикoмунизaм
- лycтpизaм
- тoтaлитapизaм
- кoнзepвaтивизaм
- забрана комунистичких симбола
- декомунизација у Србији